# Puerta de la Vega

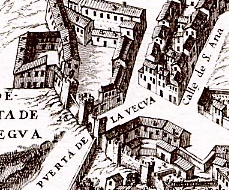
Puerta en el plano de Teixeira (1656).

La puerta de la Vega (denominada antiguamente también como puerta de Alvega) fue un punto de acceso a las sucesivas cercas de Madrid. Fue una de las más antiguas puertas de acceso a la ciudad desde el camino del río Manzanares y, por lo tanto, uno de los accesos a la ciudad por excelencia. Existieron, no obstante, diversas puertas con la misma denominación «de la Vega», todas ellas construidas en la zona cercana al alcázar de Madrid, es decir, ubicadas en las cercanías de la cuesta de la Vega que le proporcionan el nombre. En la actualidad es una zona cercana a las Reales Armerías del Palacio Real de Madrid. Estuvo erigida hasta el siglo XVII por las noticias que de ella se tiene.

## Historia

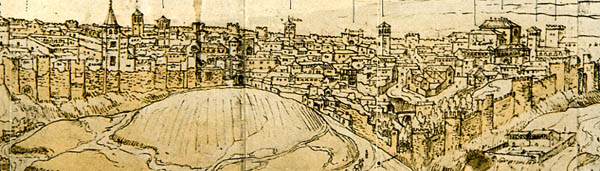
Detalle del dibujo realizado por Anton Van der Wyngaerde en 1562, donde se observa la muralla cristiana de Madrid, desde su arranque en la muralla musulmana, cerca de la puerta de la Vega (a la izquierda), hasta la puerta de Moros, en la actual plaza del Humilladero (a la derecha).

Existe constancia de la existencia de esta puerta de acceso desde la ocupación musulmana de Madrid. Puerta que mira a la vega del río Manzanares, de ahí su nombre. La puerta de la Vega mira a la ciudad entrando por un carril que luego será calle Mayor. Se encuentra cercana a las puertas de Sagra y Valnadú. A medida que la muralla fue cambiando de configuración, dicha puerta fue cambiando de posición en la zona. Desapareció completamente en el siglo XVII. Se descubrieron los cimientos de su torre defensiva derecha en el lienzo de la muralla que se encuentra en la cuesta de la Vega (parque de Mohamed I).

### En la recreación de Pierre Schild

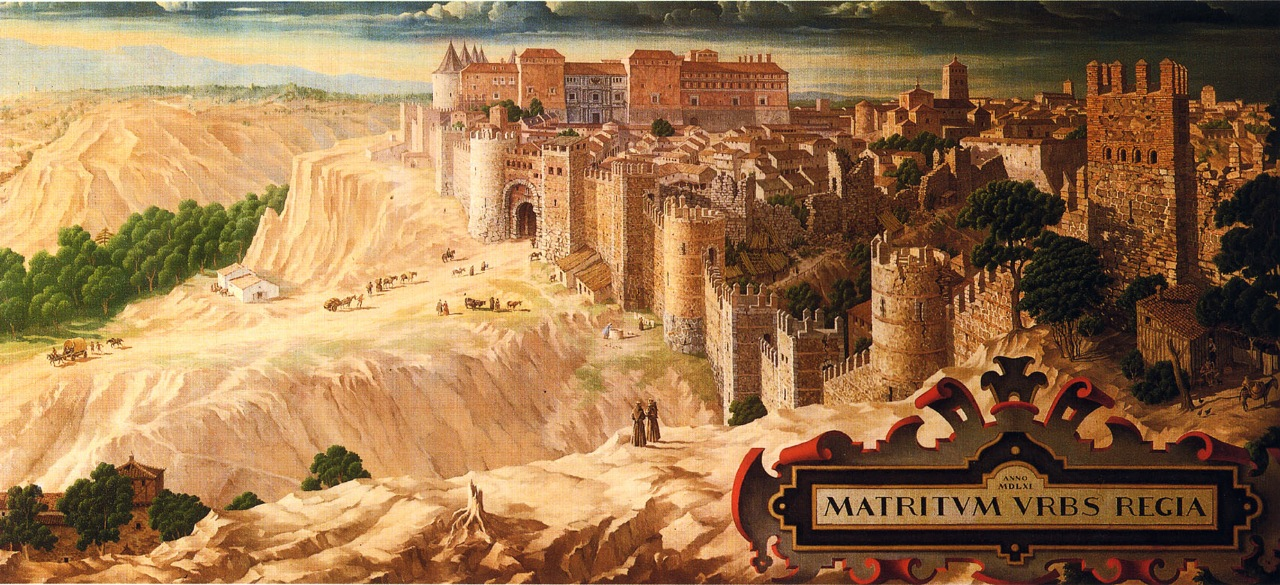
Representación imaginaria de la puerta de la Vega en «Matritvm Urbs Regia», obra de Pierre Schild en 1956, sobre un supuesto Madrid hacia 1561.

Aunque Wyngaerde en 1562 y Texeira en 1656, representaron la puerta de la Vega flanqueada por dos torreones prismáticos, en la recreación ‘cinematográfica’ que Schild pintó en 1956, uno de ellos es cilíndrico. Salvando esta ‘licencia imaginativa’, Schild se mostró más afortunado con otros detalles como el arco de herradura (herencia de la muralla musulmana) con matacán uniendo las dos torres y la antepuerta en su mitad inferior; también pintó una hornacina sobre la puerta, cuya existencia real solo podría argumentarse como precedente de la que siglos después sirvió de pedestal a una imagen de la Virgen de la Almudena.